# 나주 다보사 괘불탱
나주 다보사 괘불탱(羅州 多寶寺 掛佛幀)은 대한민국 전라남도 나주시, 다보사에 있는 조선시대의 탱화이다. 2002년 7월 2일 대한민국의 보물 제1343호로 지정되었다.

## 개요
화면 가득 서 있는 모양의 석가삼존불을 배치하고 그 윗부분에 보살과 여래 등을 작게 그린 괘불이다.
크기는 길이 1,143cm 폭 852cm로, 원래는 나주 금성산 보흥사(普興寺)에 봉안되었던 것이다. 구성은 석가삼존불입상을 중심으로 윗부분에 관음보살과 대세지보살, 다보여래와 아미타여래가 짝을 이루고 있는데, 당시에 성행하였던 형식이다.
이 괘불은 조선 영조 21년(1745)에 조선후기의 대표적 승려화가인 의겸을 비롯하여 9명의 화원이 함께 그렸다. 옷 문양은 화사하나 형태·채색·필선 등에서 정교함이 줄어들어 의겸의 말년의 그림 경향을 엿볼 수 있는 중요한 작품으로 평가된다.

## 보물 승격사유
1745년에 조성하여 나주 금성산(錦城山) 보흥사(普興寺)에 봉안되었던 것으로, 조선후기의 대표적 불화승인 의겸(義謙)을 비롯하여 9명의 화원이 공동으로 그렸다.
석가삼존불입상을 중심으로 상단에 관음보살과 대세지보살, 다보여래와 아미타여래가 짝을 이루고 있는 구성은 당시 성행된 형식이다. 옷 문양은 화사하나 형태·채색·필선 등에서 정교함이 줄어들어, 의겸의 말년의 경향을 엿볼 수 있는 중요한 작품이다.

## 같이 보기
- 다보사

## 참고 자료
- 나주 다보사 괘불탱 - 국가유산청 국가유산포털